# Випсания Марцелла (жена Лепида)
Випсания Марцелла  (лат. Vipsania Marcella; около 24 — после 4 до н. э.) — дочь консула 37 года до н. э. Марка Випсания Агриппы и Клавдии Марцеллы Старшей
Випсания Марцелла была первой женой консула 6 года Марка Эмилия Лепида.
В их браке родился один сын — Марк Эмилий Лепид.
Умерла Випсания Марцелла после 4 до н. э.